# Spiraea crenata
Margarita con viruela es una especie de arbusto perteneciente a la familia de las rosáceas. Tiene una distribución por el centro-sur de la Europa oriental (Sarmatia).

## Descripción
Es un arbusto que alcanza un tamaño de 0,5 a 2 m de altura, muy ramificado con ramas rojizas, las hojas de 0,5 a 3 cm de longitud, obovados-cuneiformes más o menos crenadas en la parte superior con tres nervios muy visibles. Las flores se producen en mayo-junio en corimbos simples con pétalos blancos más cortos que los estambres. El fruto está formado por 5 folículos, de unos 2-3 mm de longitud.

## Taxonomía
Spiraea crenata fue descrita por Carlos Linneo y publicado en Species Plantarum 1: 489, en el año 1753.